# 格蕾塔·马塞拉诺
格蕾塔·马塞拉诺（義大利語：Greta Masserano，1994年12月16日—），意大利女子赛艇运动员。她曾代表意大利参加韩国忠州举行的2013年世界赛艇锦标赛，获得女子轻量级四人双桨铜牌。